# 前960年代
| 千纪： | 前1千纪 |
| 世纪： | 前11世纪 \| 前10世纪 \| 前9世纪                                                                            |
| 年代： | 前990年代 \| 前980年代 \| 前970年代 \| 前960年代 \| 前950年代 \| 前940年代 \| 前930年代                    |
| 年份： | 前969年 \| 前968年 \| 前967年 \| 前966年 \| 前965年 \| 前964年 \| 前963年 \| 前962年 \| 前961年 \| 前960年 |

## 重要事件及趋势
- 公元前967年—提格拉特帕拉沙尔二世成为亚述国王。
- 公元前967年—所羅門成为以色列人的国王（传说为公元前962年）。
- 公元前965年—古代以色列国王大衛逝世。